# Anopheles sawyeri
Anopheles sawyeri is een muggensoort uit de familie van de steekmuggen (Culicidae). De wetenschappelijke naam van de soort is voor het eerst geldig gepubliceerd in 1943 door Causey, Deane, Deane & Sampaio.